# Villaviudas
Villaviudas – gmina w Hiszpanii, w prowincji Palencia, w Kastylii i Leónie, o powierzchni 37,23 km². W 2011 roku gmina liczyła 394 mieszkańców.